# Cosmognathia manubrium
Cosmognathia manubrium is een soort in de taxonomische indeling van de tandmondwormen (Gnathostomulida). Deze microscopisch kleine tweeslachtige worm wordt tussen de 0,5 en 1 mm lang. De worm komt in het algemeen voor in modderige zeebodems, alwaar hij zich voedt met voornamelijk kleine bacteriën en diatomeeën.
De tandmondworm behoort tot het geslacht Cosmognathia. soort is voor het eerst wetenschappelijk beschreven in 1991 door Sterrer.